# Ampelosaure
L'ampelosaure (Ampelosaurus) és un gènere de dinosaure sauròpode titanosaure que va viure al Cretaci superior en el que avui en dia és Europa. Com la majoria de sauròpodes, presentava un coll i cua llargs però també disposava d'una cuirassa a l'esquena en forma d'osteodermes. Un ampelosaure podia arribar a mesurar 15 metres de longitud.